# Institut d'électronique et d'informatique Gaspard-Monge
Pour les articles homonymes, voir IGM.
L'Institut d'électronique et d'informatique Gaspard-Monge, dont le sigle est IGM, est l'organisme de recherche et d'enseignement de l'Université Gustave-Eiffel (auparavant nommée Université Paris-Est-Marne-la-Vallée), spécialisé dans les domaines de l'informatique, de l'électronique, des télécommunications et des réseaux. L'Institut Gaspard-Monge comporte deux unités d'enseignement, l'une en électronique, l'autre en informatique et accueille deux laboratoires de recherche l'ESYCOM (Laboratoire d'électronique, systèmes de communication et microsystèmes) et le LIGM (Laboratoire d'informatique Gaspard-Monge). Il dispense des formations universitaires (licence, master, doctorat) qui s'appuient sur ses laboratoires de recherche.

## Historique
L'Institut d'électronique et d'informatique Gaspard-Monge a été créé par le décret n° 97-476 du 13 mai 1997, en tant qu'institut de l'Université de Marne-la-Vallée selon la définition de l'article 33 de la loi n° 84-52 du 26 janvier 1984 sur l'enseignement supérieur,.
Le nom de l'institut a été choisi en hommage au mathématicien français Gaspard Monge, né à Beaune (Côte-d'Or). Fondateur de l’École polytechnique, son nom est en particulier attaché à la géométrie descriptive, lointain ancêtre de l’informatique graphique, elle-même étudiée à l’IGM.

## Direction
L'IGM a été administré par les directeurs suivants :
- Jacques Désarménien, de mars 1998 à août 2007
- Jean-Marc Laheurte, de septembre 2007 à septembre 2011
- Serge Midonnet, d'octobre 2011 à octobre 2021
- Tita Kyriacopoulou (d), depuis octobre 2021

## Formations et enseignements
L'IGM dispense des formations scientifiques et professionnelles dans les cycles Licence et Master de l'Enseignement supérieur, ainsi que des diplômes d'université. Ses équipes accueillent des doctorants et organisent des séminaires. 

### Formations en électronique
L'unité de formation en électronique propose les enseignements et diplômes suivants :
- Diplômes d'université (D.U.)
  - D.U. Outils et méthodes pour les systèmes communicants et capteurs
  - D.U. Simulation électromagnétique
- Master Électronique, télécommunication, géomatique (jusqu'à la rentrée 2015)
  - Master spécialité Information géographique
  - Master spécialité Micro-technologies pour les systèmes de communications et les capteurs
  - Master spécialité Systèmes de communications hautes fréquences
  - Master spécialité Technologies et techniques des télécommunications
- Master Mention Électronique, énergie électrique et automatique (à partir de la rentrée 2015).
  - Master spécialité Micro-technologies pour les systèmes de communications et les capteurs
  - Master spécialité Systèmes de communications hautes fréquences
  - Master spécialité Technologies et techniques des télécommunications

### Formations en informatique
L'unité de formation informatique de l'IGM propose les enseignements et diplômes suivants :
- Licence Mathématiques et informatique parcours Informatique
- Master Informatique avec les spécialités suivantes pour cette mention 
  - jusqu'à la rentrée 2015
    - Master Informatique spécialité Science et ingénierie informatique
    - Master Informatique spécialité Signal, image, synthèse
    - Master Informatique spécialité Systèmes d'information et applications Web

  - Depuis la rentrée 2015
    - Master Informatique avec les parcours suivants en deuxième année :
      - Master parcours Informatique fondamentale, devenu Master Mathématiques et informatique depuis la rentrée 2019
      - Master parcours Sciences de l'image
      - Master parcours Logiciels
      - Master parcours Systèmes et Services pour l'Internet des Objets (SSIO)
      - Master parcours Systèmes intelligents et applications (SIA) ouvert à la rentrée 2020

## Laboratoires de recherche

### Laboratoire électronique, systèmes de communication et microsystèmes (ESYCOM)
Le laboratoire ESYCOM (UMR 2028) effectue des recherches dans les domaines suivants : électromagnétisme, applications et mesures, radiocommunications numériques, microsystèmes et microtechnologies, photonique et micro-ondes.

### Laboratoire d'informatique Gaspard-Monge (LIGM)
Le laboratoire d'informatique LIGM (UMR 8049 CNRS) effectue des recherches en informatique fondamentale et ses applications. Les domaines de recherche incluent l'algorithmique du texte, l'informatique linguistique, la combinatoire algébrique, la géométrie discrète et l'imagerie, les réseaux, le signal et les communications. Le LIGM a réuni de nombreux héritiers intellectuels de Marcel-Paul Schützenberger et ses œuvres complètes sont édités sur le site du LIGM. À l’issue de l’appel d’offres du Plan d’Investissements d’Avenir, un laboratoire d’excellence, le Labex Bézout, a été créé avec le CERMICS (École des Ponts) et le LAMA. Il fait partie de la Fédération de recherche créée par le CNRS sous le même nom avec le CERMICS et le LAMA.

## Situation géographique
L'IGM est situé près de Paris, sur la commune de Champs-sur-Marne, dans l'est de l'île-de-France. L'IGM est accueilli dans le bâtiment Copernic sur le campus de la Cité Descartes à Marne-la-Vallée.

## Partenaires de l'IGM
- Université Paris-Est
- CNRS
- ESIEE Paris
- École des Ponts ParisTech

## Quelques membres et anciens membres de l'IGM
- Jean Berstel
- Maxime Crochemore
- Jacques Désarménien
- Maurice Gross[5]
- Alain Lascoux
- Dominique Perrin
- Gilles Roussel

De nombreux membres ou anciens membres de l'IGM appartiennent au groupe de mathématiciens qui publie sous le nom de plume M. Lothaire.

## Distinctions et récompenses de membres de l'IGM
- Philippe Biane a reçu le prix Leconte de l’Académie des sciences en 1998[6].
- Hugues Talbot a reçu le prix DuPont en 2006
- Camille Couprie a reçu en 2012, pour sa thèse intitulée Optimisation variationnelle discrète et applications en vision par ordinateur, le prix de la meilleure thèse interdisciplinaire de la fondation EADS ainsi qu'un prix Gilles-Kahn[7], décerné par la SIF et patronné par l'Académie des sciences[8],[9].
- Philippe Loubaton est lauréat 2018 du prix Émilia-Valori pour l'application des sciences de l'Académie des sciences[10].